# Limnesia rivophyla
Limnesia rivophyla är en kvalsterart som beskrevs av Herbert Habeeb 1957. Limnesia rivophyla ingår i släktet Limnesia och familjen Limnesiidae. Inga underarter finns listade i Catalogue of Life.